# Ceraclea armata
Ceraclea armata är en nattsländeart som beskrevs av Kumanski 1991. Ceraclea armata ingår i släktet Ceraclea och familjen långhornssländor. Inga underarter finns listade i Catalogue of Life.